# Ірландське море

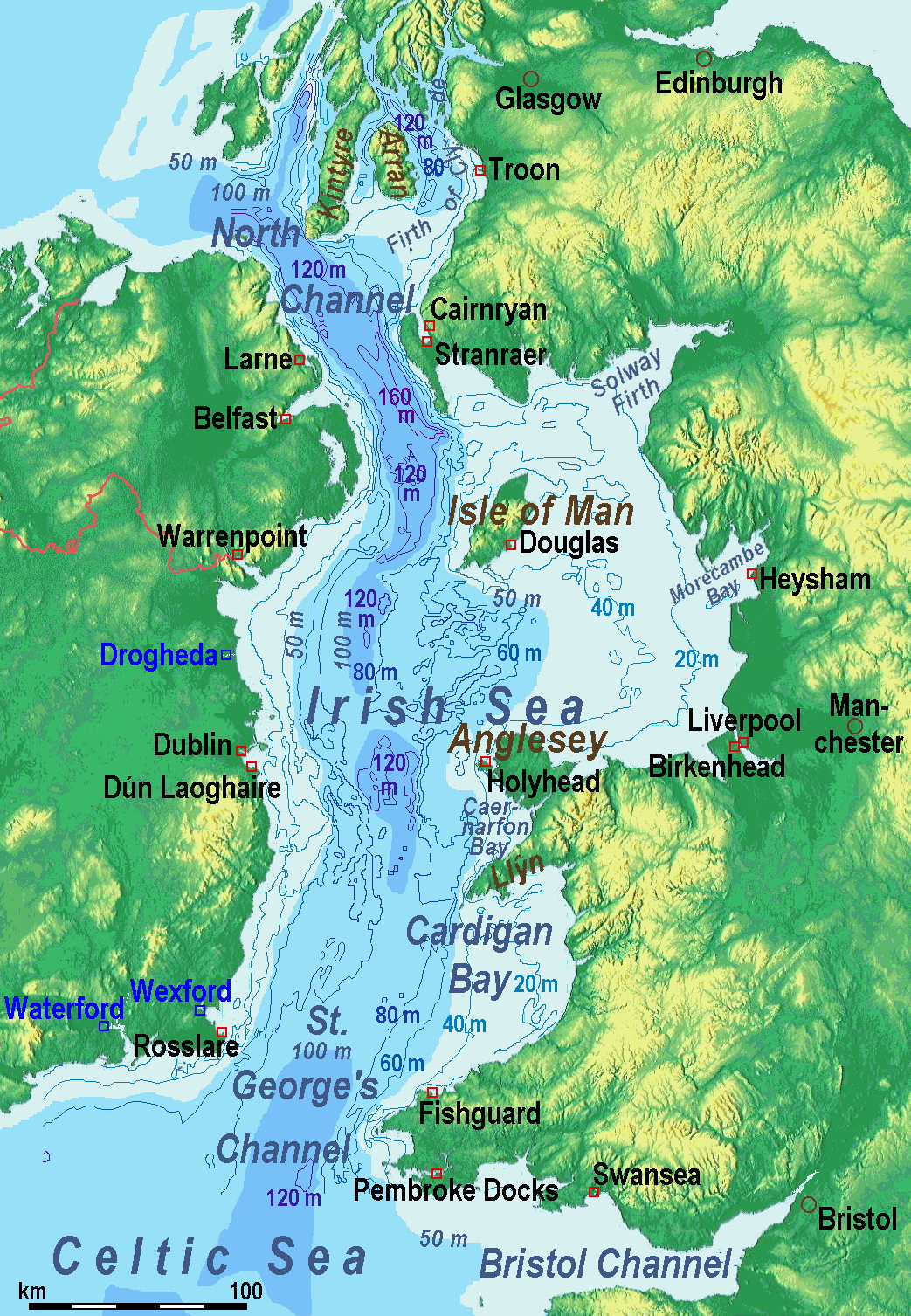
Карта рельєфу Ірландського Моря та головні порти

Ірландське море (ірл. Muir Éireann, шотл. гел. Muir Eireann, менс. Mooir Vannin, англ. Irish Sea, валл. Môr Iwerddon, кумб. Maír Éirdbon) — окраїнне море Атлантичного океану, розташоване між островами Велика Британія на сході та Ірландія на заході (51° 40' — 54° 30' пн. ш. і 3° — 6° зх. д.). Омиває з півночі береги Шотландії, із заходу — Республіки Ірландія та Північну Ірландію. На південь від моря розташований Уельс, на схід — Англія. На південному заході переходить в протоку святого Георга, через яку з'єднується з Кельтським морем і океаном, на півночі — в Північну протоку, через яку з'єднуються з Гебридським морем
В античність Ірландське море було відоме під назвою Ібернійський океан (лат. Oceanus Hibernicus).
За словами представників організації Грінпіс, у 2001 році Ірландське море було найбільш радіоактивно забрудненим морем планети через скид відходів комплексу Селлафілд.

## Межі моря
Міжнародна гідрографічна організація так визначає межі Ірландського моря та Протоки святого Георга:
- На півночі: південна межа Шотландського моря — лінія, що з'єднує Малл-оф-Галловей (54° 38' пн. ш.) у Шотландії та мис Баллікуїнтин (54° 20' пн. ш.) в Ірландії.
- На півдні: лінія, що з'єднує мис Сент-Девідс (51°54′ пн. ш. 5°19′ зх. д. / 51.900° пн. ш. 5.317° зх. д.) з мис Карншор (52°10′ пн. ш. 6°22′ зх. д. / 52.167° пн. ш. 6.367° зх. д.).

## Геологія і рельєф
Утворення Ірландського моря відносять до третинного періоду (66,4—1,6 млн років тому) в результаті рифтових процесів і опускання дна басейну.
Ірландське море зазнало низку радикальних змін за останні 20 000 років і після закінчення останнього льодовикового періоду. У розпал заледеніння в центральній частині сучасного моря, ймовірно, існувало прісноводне озеро. Після відступу льодовика і трансгресії океану озеро знову перетворюється на море, стає солонуватим, а потім повністю солоним.
Ірландське море розташовується на материковій мілині, по центру якої проходить вузький жолоб. Найглибша точка (175 м) знаходиться біля шотландського мису Малл-оф-Галловей, неподалік від виходу в Північну протоку. Дно вкрите донними відкладеннями (галька, пісок або черепашник).

## Острови і берегова лінія
В Ірландському морі розташовано два великих острови: Мен, що лежить в центрі північної частини моря і Англсі, відділений від узбережжя Північного Уельсу вузькою протокою Менай. Серед невеликих островів — Голігед, Уолні, Айрлендс-Ай тощо.
Берега порізані невеликими затоками і бухтами. У північно-західній частині розташовуються затоки Льюїс, Уїгтаун і Солвей-Ферт. На сході й південному сході лежить затока Моркам, Ліверпульска затока з гирлом річки Ді і бухта Бомарис. У західній частині моря в береги Ірландії вдаються затоки Стренгфорд-Лох, Дандрем, Карлінгфор-Лох, Дандолк, Белфастська затока, Дублінська затока і затока Уексфорд-Харбор.

## Гідрологія
Вода має температуру від 5—9 °C (лютий) до 13—16 °C (серпень), від глибини залежить мало. Солоність змінюється від 32 до 34,8 ‰.
Поверхневі течії утворюють циклональний кругообіг, досягаючи швидкості понад 4 вузли в протоці святого Георга біля узбережжя Ірландії. Найслабкіші течії знаходяться в західно-центральній частині моря. Припливи півдобові, висота від 1,2 до 6,1 м. Найбільша висота спостерігається на північно-західному узбережжі Англії. Припливні течії входять в Ірландське море з півночі й півдня, зустрічаючись на широті 54° пн. ш., трохи на південь від острова Мен.

## Клімат
Акваторія моря лежить в помірному кліматичному поясі. Над морем увесь рік панують помірні повітряні маси. Переважає західний перенос. Значні сезонні коливання температури повітря. Температура повітря взимку близько 5 °C, улітку повітря прогрівається до 15 °C. Зволоження достатнє і надмірне. Цілий рік переважає циклонічна діяльність, погода мінлива, часті шторми. Відносно тепла зима з нестійкою погодою і сильними вітрами; прохолодне літо з більш спокійною погодою.

## Економіка
На східному березі моря розташований найбільший порт Великої Британії — Ліверпуль. Місто Манчестер має вихід в Ірландське море через Манчестерський канал. На західному березі моря в Дублінській затоці та на річці Ліффі розташований порт Дубліна, через який проходить значна частина товарообігу Республіки Ірландія.
Добре розвинене рибальство, основні рибальські порти: Флітвуд (Англія), Ардграсс, Портавогі і Кілкіл (Північна Ірландія), а також Дан Лері, Скерріс та інші порти поруч з Дубліном (Республіка Ірландія). Серед промислових порід — оселедець, кілька, тріска, мерланг, камбала, анчоуси.
У прибережних районах Ірландського моря створено кілька вітрових електростанцій: в Арклоу (близько 10 км від берегів графства Віклов), недалеко від міста Дроеда (Ірландія), за 8 км від міста Ріл і за 8 км від берега острова Уолні (Велика Британія).
Починаючи з 1895 року обговорюється ідея будівництва мосту через Ірландське море або тунелю під ним.

## Порти та міста
Порти: Корк, Дан Лері, Дублін (Ірландія), Белфаст, Бангор, Дуглас (Мен), Ліверпуль, Блекпул (Англія), Суансі, Голігед (Уельс).
Нижче наведено список міст на узбережжі Ірландського моря за населенням:
| №  | Місто            | Графство           | Регіон/Провінція | Населення | Країна            |
| -- | ---------------- | ------------------ | ---------------- | --------- | ----------------- |
| 1  | Дублін           | Дублін             | Ленстер          | 1 173 179 | Ірландія          |
| 2  | Ліверпуль        | Мерсісайд          | Північний Захід  | 864 122   | Англія            |
| 3  | Белфаст          | Антрім             | Ольстер          | 847 153   | Північна Ірландія |
| 4  | Блекпул          | Ланкашир           | Північний Захід  | 142 065   | Англія            |
| 5  | Саутпорт         | Мерсісайд          | Північний Захід  | 90 381    | Англія            |
| 6  | Беркенгед        | Мерсісайд          | Північний Захід  | 88 818    | Англія            |
| 7  | Бангор           | Даун               | Ольстер          | 61 011    | Північна Ірландія |
| 8  | Волласі          | Мерсісайд          | Північний Захід  | 60 284    | Англія            |
| 9  | Барроу-ін-Фернес | Камбрія            | Північний Захід  | 56 745    | Англія            |
| 10 | Кросбі           | Мерсісайд          | Північний Захід  | 51 789    | Англія            |
| 11 | Латам Сент-Енніс | Ланкашир           | Північний Захід  | 42 954    | Англія            |
| 12 | Дрогеда          | Лаут               | Ленстер          | 40 956    | Ірландія          |
| 13 | Дандолк          | Лаут               | Ленстер          | 39 004    | Ірландія          |
| 14 | Моркем           | Ланкашир           | Північний Захід  | 34 768    | Англія            |
| 15 | Брей             | Віклов             | Ленстер          | 32 600    | Ірландія          |
| 16 | Колвін-Бей       | Конві              | Клуїд            | 31 353    | Уельс             |
| 17 | Торнтон-Клівлейс | Ланкашир           | Північний Захід  | 31 157    | Англія            |
| 18 | Дуглас           | -                  | Острів Мен       | 27 938    | Острів Мен        |
| 19 | Каррікфергус     | Антрім             | Ольстер          | 27 903    | Північна Ірландія |
| 20 | Дан Лері         | Дан Лері — Ратдаун | Ленстер          | 26 525    | Ірландія          |
| 21 | Флітвуд          | Ланкашир           | Північний Захід  | 25 939    | Англія            |
| 22 | Воркінгтон       | Камбрія            | Північний Захід  | 25 207    | Англія            |
| 23 | Ріл              | Денбігшир          | Клуїд            | 25 149    | Уельс             |
| 24 | Вайтгейвен       | Камбрія            | Північний Захід  | 23 986    | Англія            |
| 25 | Лландидно        | Конві              | Клуїд            | 20 701    | Уельс             |
| 26 | Вексфорд         | Вексфорд           | Ленстер          | 20 188    | Ірландія          |
| 27 | Ларн             | Антрім             | Ольстер          | 18 775    | Північна Ірландія |
| 28 | Арклоу           | Віклов             | Ленстер          | 14 353    | Ірландія          |
| 29 | Абериствіт       | Кередігіон         | Діфед            | 13 040    | Уельс             |
| 30 | Голігед          | Голі-Айленд        | Англсі           | 11 431    | Уельс             |

## Морські перевезення

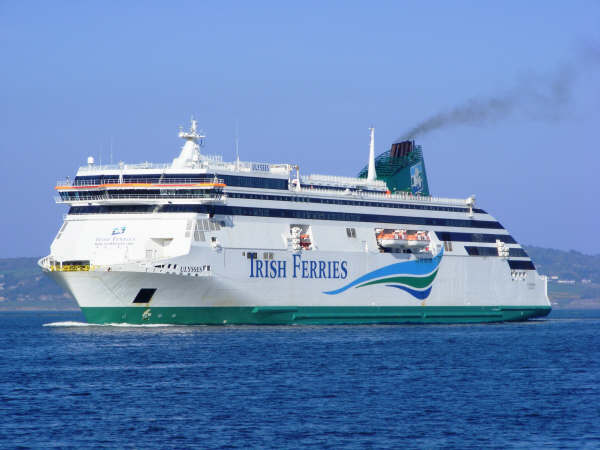
Пором Улісс наближається до Дублінського порту

Острів Ірландія не має тунельного або мостового з'єднання з Великою Британією. Більша частина торгівлі товарами здійснюється морем. Порти Північної Ірландії щорічно обробляють 10 мільйонів тонн товарів, що надходять з іншої частини Сполученого Королівства; порти в Ірландській Республіці обробляють 7,6 млн тонн, що становить відповідно 50 і 40 % від загального обсягу торгівлі.
Порт Ліверпуль обробляє 32 млн тонн вантажів і 734 тисяч пасажирів на рік. Порт Голігед обслуговує більшу частину пасажиропотоку з портів Дубліна і Дан Лері, а також обробляє 3,3 млн тонн вантажів.
Порти в Ірландії обслуговують 3 600 000 мандрівників, які перетинають море щороку, що складає 92 % всіх подорожей по Ірландському морю.
Поромне сполучення з Уельсу в Ірландію через Ірландське море включає наступні маршрути: Фішгард і Пемброк — Рослер-Європорт, Голігед — Дан Лері та Голігед — Дублін. Кернріан у Шотландії з'єднується з Белфастом і Ларном поромами. Існує також маршрут між Ліверпулем і Белфастом через острів Мен або безпосередньо з Беркенгеду. Улісс, найбільший в світі автомобільний пором, работает на маршруті Дублін — Порт-Голігед; Stena Line також працює між Великою Британією та Ірландією.

## Біологія
Акваторія моря належить до морського екорегіону Кельтського моря бореальної північноатлантичної зоогеографічні провінції. У зоогеографічному відношенні донна фауна континентального шельфу й острівних мілин до глибини 200 м належить до атлантичної області бореальної зони.
Найдоступніший і, можливо, найбільший ресурс дикої природи Ірландського моря знаходиться в гирлах річок, що впадають до нього, зокрема, у гирлах річок Ді, Мерсі та Ріббл, а також у затоках Моркам, Солвей-Ферт, Лох-Райан, Ферт-оф-Клайд, Белфаст-Лох, Стренгфорд-Лох, Карлінгфорд-Лох, Дандолк-Бей, Дублін-Бей і Вексфорд.
Інформація про безхребетних на морському дні Ірландського моря досить неоднозначна, тому що важко досліджувати таку велику територію, де підводна видимість часто погана, а інформація залежить від того, які матеріали були отримані з морського дна в механічних захопленнях. Проте, угрупування тварин значною мірою залежить від того, чи складено морське дно з каменю, валунів, гравію, піску, бруду або навіть торфу. У м'яких відкладеннях було попередньо ідентифіковано сім типів спільнот, в яких переважають тендітні офіури, морські їжаки, мідії, Tellina, Scrobicularia plana.
Частини дна Ірландського моря дуже багаті дикою природою. Морське дно на північний захід від острова Мен особливо відоме своєю різноманітністю, Modiolus modiolus мешкають у Стренгфорд-Лох; морські гребінці і Chlamys opercularis зустрічаються у місцях, де більше гравію; у гирлах річок, де ложе більш піщане або брудне, кількість видів менше, але розмір їх популяцій більше. Шримс звичайний, серцевидкові та їстівні мідії підтримують місцеві промисли в затоці Моркам і лимані річки Ді. Лимани і гирла річок також важливі, як і розплідники для камбали, оселедця і морського окуня. Брудне морське дно та глибші води є домом для популяції Nephrops norvegicus.